# Ryu Murakami
Ryū Murakami (村上 龍, Murakami Ryū, Sasebo, Nagasaki, 19 de fevereiro de 1952) é um escritor, contista, ensaísta e diretor de filmes japonês.

## Biografia
Ryū Murakami foi criado em sua cidade natal e lá permaneceu até completar o ensino médio. No ensino médio, ele se barricou no telhado de sua escola, refletindo o movimento estudantil contra a guerra do Vietnã e depois paralisando as universidades em todo o Japão. Ele simpatizou com o movimento hippie, juntou-se a uma banda de rock e começou a fazer filmes indie de 8mm. Murakami se tornou, em outras palavras, um protótipo de muitos de seus personagens ficcionais rebeldes. Ao terminar os estudos, mudou-se para Tóquio, mais precisamente para a cidade de Fussa, a qual ficava próxima a uma base militar dos Estados Unidos. Além de ter sido baterista de uma banda de rock, foi, também, apresentador de um talk show na televisão, com seu próprio programa semanal de TV, o Cambria Palace, sobre assuntos econômicos e comerciais.
Azul quase transparente (限りなく透明に近いブルー, Kagirinaku tōmeini chikai burū) foi o seu primeiro trabalho no gênero romance, o qual desenvolveu quando era ainda um estudante universitário, aos 24 anos, e ganhou o Prêmio Akutagawa, um dos mais prestigiados prêmios literários do Japão e cimentou a reputação de Murakami como mestre da literatura sombria e violenta em seu país natal. O livro retrata a vida decadente do seu país e conta a história de crianças japonesas desiludidas que se queimavam numa espiral de drogas e rock sob a sombra e influência de uma base do exército americano. A obra fez muito sucesso no Japão, vendendo mais de um milhão de exemplares.
Em 1980, Murakami publicou o romance Koinrokkā beibīzu (コインロッカー・ベイビーズ) e ganhou o 3º Prêmio Literário Noma na categoria Novos Artistas. Em 1997, publicou o thriller psicológico In za misosūpu (イン ザ・ミソスープ), tendo sido publicado em vários países como a Inglaterra, França, Espanha, Estados Unidos, Rússia e Brasil. No Brasil, o livro foi publicado em 2005 pela editora Companhia das Letras, com o título Miso soup. Ambientado no distrito da luz vermelha de Kabuki-cho, em Tóquio, o romance lhe rendeu o Prêmio Yomiuri de Literatura, em 1998.
É um escritor reconhecido no mundo literário, mas ainda não alcançou status como diretor de cinema.

## Estilo
Suas obras exploram a natureza humana através dos temas como desilusão, alienação, violência, uso de drogas, assassinato e guerra, num cenário sombrio do Japão.